# Nußdorf am Inn
Pour les articles homonymes, voir Nußdorf.
Nußdorf am Inn est une commune dans le Sud de l’Allemagne, en Haute-Bavière, dans le district de Rosenheim. La première mention documentaire date de l’année 788. À cause de sa proximité à la frontière autrichienne et d'une voie navigable (l'Inn) très importante, Nußdorf a souvent été pillé par des troupes ennemies, entre autres pendant les guerres napoléoniennes. 
Aujourd’hui Nußdorf a environ 2700 habitants et est connu pour sa beauté et ses vieilles fermes. Le village a gagné plusieurs concours de beauté, dont en 2004 la médaille d'or de l'« Entente florale », le concours européen des villes et villages fleuris.

## Climat
Nußdorf se trouve dans la vallée de l’Inn, une rivière qui prend sa source dans les Alpes suisses, au col de la Maloja en Engadine (Suisse) et se jette dans le Danube à Passau.
Avec une altitude de 486 mètres ce village est situé dans les Préalpes. L’influence continentale domine sur toute cette partie de l’Allemagne. Le climat de Nußdorf est influencé par les Alpes et par un vent orographique du sud très fort qui vient des Alpes autrichiennes et s’appelle Erlerwind (vent d’Erl; Erl c’est le prochain village en suivant cette direction).
L’hiver est rude, et les températures moyennes évoluent entre -6 et +2 °C au cours de la journée. Sur cette région, à peu près la moitié des précipitations se fait sous forme de neige et le sol est alors recouvert d’une épaisse couche (environ 15 à 30 cm) durant l’hiver.
En été, les températures restent quasiment équivalentes à celles du reste de l’Allemagne. Elles évoluent en moyenne entre 13 °C le matin et 23 °C l’après-midi. Mais, l’été est ici aussi la saison la plus arrosée de l’année. Les orages y éclatent souvent et apportent de grosses quantités d’eau. Plus on s’approche des Alpes, plus ce phénomène est marqué. Malgré ces nombreux orages, le plus souvent en fin d’après-midi, le soleil brille tout de même 8 heures par jour en moyenne.

## Blason
L'origine du blason est d’une famille noble, les « Clammensteiner », qui a vécu au Moyen Âge dans deux châteaux forts près de Nußdorf. Le fleuve bleu représente le site de Nußdorf près de l’Inn et ensemble avec le mur argent (blanc) l’appartenance à la Bavière pendant plusieurs siècles.

## Jumelage
Le jumelage avec le village français Camblanes-et-Meynac date de l'année 1975. Dès lors, on organise des visites régulières, ainsi que des grandes fêtes toutes les décennies du jumelage. Depuis 2003, il y a aussi des échanges annuels pour la jeunesse. Les jeunes entre 12 et 15 ans des deux communes y participent avec un enthousiasme énorme alors que ceux qui sont plus âgés travaillent, font des stages et vont à l'école dans le village jumelé.